# Premis O.Henry
El Premi O. Henry ("O. Henry Award"), constitueix un dels guardons literaris més importants dels que es concedeixen als Estats Units. Van dirigits cada any a contes o relats breus d'elevat mèrit. Deuen el seu nom al mestre nord-americà del gènere, O. Henry (pseudònim de William Sydney Porter, 1862 — 1910).
Van ser concedits per primera vegada l'any 1919.
Cada any es publica el “O. Henry Prize Stories”, llibre de relats que reuneix les 20 millors històries del període i que es publica en revistes en llengua anglesa dels Estats Units i Canadà. Aquesta col·lecció, iniciada l'any 2003, es dedica a l'escriptor que hagi realitzat la millor contribució a l'art del conte. En aquest any es va concedir a Mavis Gallant, escriptora canadenca que resideix a París, França.
El guardó mateix es diu The O. Henry  Award  no Premi O. Henry, ja que fins fa poc havien guanyadors del primer, segon i tercer premi; actualment s'anomena The PEN/O. Henry Prize Stories, i la denominació original era Prize Stories 1919: The O. Henry Memorial Awards

## Preferits del jurat, guanyadors del primer premi
Per obtenir més informació o completar llistes de guanyadors anuals, visiteu el lloc web The O. Henry Prize Stories.
| 2018 | - Fiona McFarlane - Ottessa Moshfegh - Elizabeth Tallent |
| 2017 | - Michelle Huneven: "Too Good to Be True" a Harper's - Amit Majmudar: "Secret Lives of the Detainees" a The Kenyon Review - Fiona McFarlane: "Buttony" a The New Yorker                                                                      |
| 2016 | - Asako Serizawa: "Train to Harbin" a The Hudson Review - Frederic Tuten: "Winter, 1965" a BOMB - Elizabeth Genovise: "Irises" a Cimarron Review                                                                                             |
| 2015 | - Dina Nayeri: "A Ride Out of Phrao" a The Alaska Quarterly Review - Elizabeth McCracken: "Birdsong from the Radio" a Zoetrope: All-Story - Christopher Merkner: "Cabins" a Subtropics                                                       |
| 2014 | - Mark Haddon: "The Gun" a Granta - Kristen Iskandrian: "The Inheritors" a Tin House - Laura van den Berg: "Opa-locka" a The Southern Review                                                                                                 |
| 2013 | - Deborah Eisenberg: "Your Duck Is My Duck" a Fence - Kelly Link: "The Summer People" a Tin House - Andrea Barrett: "The Particles" a Tin House                                                                                              |
| 2012 | - Yiyun Li: "Kindness" a A Public Space - Alice Munro: "Corrie" a The New Yorker |
| 2011 | - Lynn Freed: "Sunshine" a Narrative Magazine - Matthew Neill Null: "Something You Can't Live Without" a Oxford American - Jim Shepard: "Your Fate Hurtles Down at You" a Electric Literature                                                |
| 2010 | - Daniyal Mueenuddin: "A Spoiled Man" in The New Yorker setembre 15, 2008 - James Lasdun: "Oh, Death" a The Paris Review as "The Hollow", Spring 2009 #188 - William Trevor: "The Woman of the House" in The New Yorker, desembre 15, 2008   |
| 2009 | - Graham Joyce: "An Ordinary Soldier of the Queen" a The Paris Review - Junot Díaz: "Wildwood" a The New Yorker |
| 2008 | - Alexi Zentner: "Touch" a Tin House - Alice Munro: "What Do You Want To Know For?" a The American Scholar - William Trevor: "Folie a Deux" a The New Yorker                                                                                 |
| 2007 | - Eddie Chuculate: "Galveston Bay, 1826" a Manoa, Vol 16., No. 2, Winter 2004 Arxivat 2008-06-19 a Wayback Machine. - William Trevor: "The Room" a The New Yorker, maig 16, 2005                                                             |
| 2006 | - Edward P. Jones: "Old Boys, Old Girls" a The New Yorker, maig 3, 2004 - Deborah Eisenberg: "Window" a Tin House, Issue 19, Spring 2004 - Alice Munro: "Passion" a The New Yorker, març 22, 2004                                            |
| 2005 | - Ruth Prawer Jhabvala: "Refuge in London" a Zoetrope, Vol. 7, No. 4, Winter 2003 - Sherman Alexie: "What You Pawn I Will Redeem" a The New Yorker, abril 21, 2003 - Elizabeth Stuckey-French: "Mudlavia" a The Atlantic Monthly, Sept. 2003 |
| 2004 | - No edition |
| 2003 | - Denis Johnson: "Train Dreams" in The Paris Review, Summer 2002 - A. S. Byatt: "The Thing in The Forest" a The New Yorker, juny 3, 2002 - Chimamanda Ngozi Adichie: "The American Embassy"                                                  |
| 2002 | - Kevin Brockmeier: "The Ceiling” in McSweeney's, No. 7 |
| 2001 | - Mary Swan: "The Deep” a The Malahat Review, No. 131 |
| 2000 | - John Edgar Wideman: "Weight” a The Callaloo Journal, Vol. 22, No. 3 |
| 1999 | - Peter Baida: "A Nurse's Story” a The Gettysburg Review, Vol. 13, No. 3 |
| 1998 | - Lorrie Moore: "People Like That Are the Only People Here” a The New Yorker, Gener 27, 1997 |
| 1997 | - Mary Gordon: "City Life” a Ploughshares, Vol. 22, No. 1 |
| 1996 | - Stephen King: "The Man in the Black Suit” a The New Yorker, octubre 31, 1994 |
| 1995 | - Cornelia Nixon: "The Women Come and Go” a New England Review, Spring 1994 |
| 1994 | - Alison Baker: "Better Be Ready 'Bout Half Past Eight” a The Atlantic Monthly, Gener 1993 |
| 1993 | - Thom Jones: "The Pugilist at Rest” a The New Yorker, desembre 2, 1991 |
| 1992 | - Cynthia Ozick: "Puttermesser Paired” a The New Yorker, octubre 8, 1990 |
| 1991 | - John Updike: "A Sandstone Farmhouse” a The New Yorker, juny 11, 1990 |
| 1990 | - Leo E. Litwak: "The Eleventh Edition” a TriQuarterly, No. 74, Winter 1989 |
| 1989 | - Ernest J. Finney: "Peacocks” a The Sewanee Review, Winter 1988 |
| 1988 | - Raymond Carver: "Errand” a The New Yorker, juny 1, 1987 |
| 1987 | - Louise Erdrich: "Fleur” in Esquire, agost 1986 - Joyce Johnson: "The Children's Wing” a Harper's Magazine, Juliol 1986 |
| 1986 | - Alice Walker: "Kindred Spirits” a Esquire, agost 1985 |
| 1985 | - Stuart Dybek: "Hot Ice” a Antaeus - Jane Smiley: "Lily” a The Atlantic Monthly |
| 1984 | - Cynthia Ozick: "Rosa” a The New Yorker, març 21, 1983 - Gordon Lish: "For Jeromé—with Love and Kisses" in "The Antioch Review", Summer 1983, 1984                                                                                          |
| 1983 | - Raymond Carver: "A Small, Good Thing” a Ploughshares, Vol. 8, Nos. 2 & 3 |
| 1982 | - Susan Kenney: "Facing Front” a Epoch, Winter 1980 |
| 1981 | - Cynthia Ozick: "The Shawl” a The New Yorker, maig 26, 1980 - John Irving: "Interior Space” in "Fiction", Vol. 6, No. 2, 1980 - James Tabor: "The Runner” in "The Washingtonian", setembre 1979                                             |
| 1980 | - Saul Bellow: "A Silver Dish” a The New Yorker, setembre 25, 1978 |
| 1979 | - Gordon Weaver: "Getting Serious” a The Sewanee Review, Fall 1977 - Anne Leaton: "The Passion of Marco Z" a Transatlantic Review, 55/56 |
| 1978 | - Woody Allen: "The Kugelmass Episode” a The New Yorker, maig 2, 1977 |
| 1977 | - Shirley Hazzard: "A Long Story Short” a The New Yorker, Juliol 26, 1976 - Ella Leffland: "Last Courtesies” a Harper's Magazine, Juliol 1976                                                                                                |
| 1976 | - Harold Brodkey: "His Son in His Arms, in Light, Aloft” a Esquire, agost 1975 |
| 1975 | - Harold Brodkey: "A Story in an Almost Classical Mode” a The New Yorker, setembre 17, 1973 - Cynthia Ozick: "Usurpation (Other People's Stories)” a Esquire, maig 1974                                                                      |
| 1974 | - Renata Adler: "Brownstone” a The New Yorker, Gener 27, 1973 |
| 1973 | - Joyce Carol Oates: "The Dead” a McCall's, Juliol 1971 |
| 1972 | - John Batki: "Strange-Dreaming Charlie, Cow-Eyed Charlie” a The New Yorker, març 20, 1971 |
| 1971 | - Florence M. Hecht: "Twin Bed Bridge” a The Atlantic Monthly, maig 1970 |
| 1970 | - Robert Welton Hemenway: "The Girl Who Sang with the Beatles” a The New Yorker, Gener 11, 1969 |
| 1969 | - Bernard Malamud: "Man in the Drawer” a The Atlantic Monthly, abril 1968 |
| 1968 | - Eudora Welty: "The Demonstrators” a The New Yorker, novembre 26, 1966 |
| 1967 | - Joyce Carol Oates: "In the Region of Ice” a The Atlantic Monthly, agost 1966 |
| 1966 | - John Updike: "The Bulgarian Poetess” a The New Yorker, març 13, 1965 |
| 1965 | - Flannery O'Connor: "Revelation” a The Sewanee Review, Spring 1964 |
| 1964 | - John Cheever: "The Embarkment for Cythera” a The New Yorker, novembre 3, 1962 |
| 1963 | - Terry Southern: "The Road Out of Axotle" in "Esquire", August, 1962 - Flannery O'Connor: "Everything That Rises Must Converge” a New World Writing                                                                                         |
| 1962 | - Katherine Anne Porter: "Holiday” a The Atlantic Monthly, desembre 1960 |
| 1961 | - Tillie Olsen: "Tell Me a Riddle” a New World Writing, No. 16 |
| 1960 | - Lawrence Sargent Hall: "The Ledge” a The Hudson Review, Winter, 1958–59 |
| 1959 | - Peter Taylor: "Venus, Cupid, Folly and Time” a The Kenyon Review |
| 1958 | - Martha Gellhorn: "In Sickness as in Health” a The Atlantic Monthly |
| 1957 | - Flannery O'Connor: "Greenleaf” a The Kenyon Review |
| 1956 | - John Cheever: "The Country Husband” a The New Yorker |
| 1955 | - Jean Stafford: "In the Zoo” a The New Yorker |
| 1954 | - Thomas Mabry: "The Indian Feather” a The Sewanee Review |
| 1951 | - Harris Downey: "The Hunters” a Epoch |
| 1950 | - Wallace Stegner: "The Blue-Winged Teal” a Harper's Magazine |
| 1949 | - William Faulkner: "A Courtship” a The Sewanee Review |
| 1948 | - Truman Capote: "Shut a Final Door” a The Atlantic Monthly |
| 1947 | - John Bell Clayton: "The White Circle” a Harper's Magazine |
| 1946 | - John Mayo Goss: "Bird Song” a The Atlantic Monthly |
| 1945 | - Walter Van Tilburg Clark: "The Wind and the Snow of Winter” in The Yale Review |
| 1944 | - Irwin Shaw: "Walking Wounded” a The New Yorker |
| 1943 | - Eudora Welty: "Livvie is Back” a The Atlantic Monthly |
| 1942 | - Eudora Welty: "The Wide Net” a Harper's Magazine |
| 1941 | - Kay Boyle: "Defeat” a The New Yorker |
| 1940 | - Stephen Vincent Benét: "Freedom's a Hard-Bought Thing” a The Saturday Evening Post |
| 1939 | - William Faulkner: "Barn Burning” a Harper's Magazine |
| 1938 | - Albert Maltz: "The Happiest Man on Earth” a Harper's Magazine |
| 1937 | - Stephen Vincent Benét: "The Devil and Daniel Webster” a The Saturday Evening Post |
| 1936 | - James Gould Cozzens: "Total Stranger” a The Saturday Evening Post, febrer 15, 1936 |
| 1935 | - Kay Boyle: "The White Horses of Vienna” a Harper's Magazine |
| 1934 | - Louis Paul: "No More Trouble for Jedwick” a Esquire |
| 1933 | - Marjorie Kinnan Rawlings: "Gal Young Un” a Harper's Magazine, juny & Juliol 1932 |
| 1932 | - Stephen Vincent Benét: "An End to Dreams” a Pictorial Review, febrer 1932 |
| 1931 | - Wilbur Daniel Steele: "Can't Cross Jordan by Myself” a Pictorial Review |
| 1930 | - W. R. Burnett: "Dressing-Up” a Harper's Magazine, novembre 1929 - William H. John: "Neither Jew nor Greek” a Century Magazine, agost 1929                                                                                                  |
| 1929 | - Dorothy Parker: "Big Blonde” a Bookman Magazine, febrer 1929 |
| 1928 | - Walter Duranty: "The Parrot” a Redbook, març 1928 |
| 1927 | - Roark Bradford: "Child of God” a Harper's Magazine, abril 1927 |
| 1926 | - Wilbur Daniel Steele: "Bubbles” a Harper's Magazine |
| 1925 | - Julian Street: "Mr. Bisbee's Princess” a Redbook, maig 1925 |
| 1924 | - Inez Haynes Irwin: "The Spring Flight” a McCall's, juny 1924 |
| 1923 | - Edgar Valentine Smith: "Prelude” a Harper's Magazine, maig 1923 |
| 1922 | - Irvin S. Cobb: "Snake Doctor” in Cosmopolitan, novembre 1922 |
| 1921 | - Edison Marshall: "The Heart of Little Shikara” a Everybody's Magazine, Gener 1921 |
| 1920 | - Maxwell Struthers Burt: "Each in His Generation” a Scribner's Magazine, Juliol 1920 |
| 1919 | - Margaret Prescott Montague: "England to America” a The Atlantic Monthly, setembre 1918 |